# Periclimenes perturbans
Periclimenes perturbans är en kräftdjursart som beskrevs av Bruce 1978. Periclimenes perturbans ingår i släktet Periclimenes och familjen Palaemonidae. Inga underarter finns listade i Catalogue of Life.